# Leichtathletik-Weltmeisterschaften 2023/Teilnehmer (Australien)
| Goldmedaillen | Silbermedaillen | Bronzemedaillen |
| ------------- | --------------- | --------------- |
| 1             | 2               | 3               |

Der Leichtathletikverband Australiens nahm an den Leichtathletik-Weltmeisterschaften 2023 in Budapest teil. 66 Athletinnen und Athleten wurden vom australischen Verband nominiert.

## Medaillengewinnerinnen und -gewinner
| Medaille | Athletin          | Disziplin      |
| -------- | ----------------- | -------------- |
| Gold     | Nina Kennedy      | Stabhochsprung |
| Silber   | Jemima Montag     | 20 km Gehen    |
| Silber   | Eleanor Patterson | Hochsprung     |
| Bronze   | Nicola Olyslagers | Hochsprung     |
| Bronze   | Kurtis Marschall  | Stabhochsprung |
| Bronze   | Mackenzie Little  | Speerwurf      |

## Ergebnisse

### Männer

#### Laufdisziplinen
| Athlet           | Disziplin        | Vorlauf      | Vorlauf | Halbfinale  | Halbfinale | Finale       | Finale |
| Athlet           | Disziplin        | Zeit         | Platz   | Zeit        | Platz      | Zeit         | Platz  |
| ---------------- | ---------------- | ------------ | ------- | ----------- | ---------- | ------------ | ------ |
| Rohan Browning   | 100 m            | 10,11 s      | 02      | 10,11 s     | 04         | DNQ          | DNQ    |
| Jake Doran       | 100 m            | 10,48 s      | 07      | DNQ         | DNQ        | –            | –      |
| Aidan Murphy     | 200 m            | 20,90 s      | 06      | DNQ         | DNQ        | –            | –      |
| Peter Bol        | 800 m            | 1:46,75 min  | 05      | DNQ         | DNQ        | –            | –      |
| Joseph Deng      | 800 m            | 1:45,48 min  | 03      | 1:48,12 min | 08         | DNQ          | DNQ    |
| Riley McGown     | 800 m            | 1:48,38 min  | 08      | DNQ         | DNQ        | –            | –      |
| Adam Spencer     | 1500 m           | 3:34,17 min  | 03      | 3:42,10 min | 13         | DNQ          | DNQ    |
| Matthew Ramsden  | 1500 m           | 3:46,45 min  | 13      | 3:36,83 min | 13         | DNQ          | DNQ    |
| Stewart McSweyn  | 1500 m           | 3:36,01 min  | 07      | DNQ         | DNQ        | –            | –      |
| Stewart McSweyn  | 5000 m           | 13:56,81 min | 19      |             |            | 13:26,58 min | 13     |
| Morgan McDonald  | 5000 m           | 13:43,58 min | 17      |             |            | DNQ          | DNQ    |
| Nicholas Andrews | 110 m Hürden     | 13,92 s      | 09      | DNQ         | DNQ        | –            | –      |
| Jacob McCorry    | 110 m Hürden     | 13,67 s      | 05      | DNQ         | DNQ        | –            | –      |
| Matthew Clarke   | 3000 m Hindernis | 8:40,92 min  | 12      |             |            | DNQ          | DNQ    |
| Kyle Swan        | 20 km Gehen      |              |         |             |            | 1:26:02 h    | 40     |
| Declan Tingay    | 20 km Gehen      |              |         |             |            | 1:18:30 h PB | 08     |
| Rhydian Cowley   | 20 km Gehen      |              |         |             |            | 1:19:31 h    | 14     |
| Rhydian Cowley   | 35 km Gehen      |              |         |             |            | DNF          | DNF    |

#### Sprung/Wurf
| Athlet                | Disziplin      | Qualifikation | Qualifikation | Finale     | Finale |
| Athlet                | Disziplin      | Weite/Höhe    | Platz         | Weite/Höhe | Platz  |
| --------------------- | -------------- | ------------- | ------------- | ---------- | ------ |
| Joel Baden            | Hochsprung     | 2,14 m        | 32            | DNQ        | DNQ    |
| Brandon Starc         | Hochsprung     | 2,28 m        | 10            | 2,25       | 08     |
| Kurtis Marschall      | Stabhochsprung | 5,75 m        | 01            | 5,95 m PB  | Bronze |
| Henry Frayne          | Weitsprung     | 7,78 m        | 20            | DNQ        | DNQ    |
| Liam Adcock           | Weitsprung     | 7,99 m        | 14            | DNQ        | DNQ    |
| Christopher Mitrevski | Weitsprung     | 7,99 m SB     | 13            | DNQ        | DNQ    |
| Aiden Hinson          | Dreisprung     | DNS           | DNS           | DNQ        | DNQ    |
| Julian Konle          | Dreisprung     | NM            | NM            | DNQ        | DNQ    |
| Matthew Denny         | Diskuswurf     | 64,29 m       | 09            | 68,24 m NR | 04     |
| Cameron McEntyre      | Speerwurf      | 78,10 m       | 19            | DNQ        | DNQ    |

#### Zehnkampf
| Athlet           | Disziplin | 100 m   | Weitsprung | Kugelstoßen | Hochsprung | 400 m   | 110 m Hürden | Diskuswurf | Stabhochsprung | Speerwurf  | 1500 m         | Punkte | Platz |
| ---------------- | --------- | ------- | ---------- | ----------- | ---------- | ------- | ------------ | ---------- | -------------- | ---------- | -------------- | ------ | ----- |
| Cedric Dubler    | Ergebnis  | 10,82 s | 7,40 m     | 12,68 m PB  | DNS        | DNS     | DNS          | DNS        | DNS            | DNS        | DNS            | DNF    | -     |
| Cedric Dubler    | Punkte    | 901     | 910        | 648         | DNS        | DNS     | DNS          | DNS        | DNS            | DNS        | DNS            | DNF    | -     |
| Daniel Golubovic | Ergebnis  | 11,10 s | 7,09 m     | 15,14 m PB  | 1,93 m     | 49,87 s | 14,18 s      | 48,47 m SB | 4,80 m         | 58,95 m SB | 4:29,51 min SB | 8141   | 12    |
| Daniel Golubovic | Punkte    | 838     | 835        | 798         | 740        | 821     | 951          | 839        | 849            | 722        | 748            | 8141   | 12    |
| Ashley Moloney   | Ergebnis  | 10,60 s | 6,98 m     | 14,08 m     | DNS        | DNS     | DNS          | DNS        | DNS            | DNS        | DNS            | DNF    | -     |
| Ashley Moloney   | Punkte    | 952     | 809        | 733         | DNS        | DNS     | DNS          | DNS        | DNS            | DNS        | DNS            | DNF    | -     |

### Frauen

#### Laufdisziplinen
| Athletin                                             | Disziplin        | Vorlauf         | Vorlauf | Halbfinale     | Halbfinale | Finale       | Finale |
| Athletin                                             | Disziplin        | Zeit            | Platz   | Zeit           | Platz      | Zeit         | Platz  |
| ---------------------------------------------------- | ---------------- | --------------- | ------- | -------------- | ---------- | ------------ | ------ |
| Torrie Lewis                                         | 100 m            | 11,45 s         | 06      | DNQ            | DNQ        | –            | –      |
| Bree Masters                                         | 100 m            | 11,43 s         | 05      | DNQ            | DNQ        | –            | –      |
| Ella Connolly                                        | 200 m            | DNS             | DNS     | DNQ            | DNQ        | –            | –      |
| Catriona Bisset                                      | 800 m            | 1:59,46 min     | 02      | 1:59,94 min    | 06         | DNQ          | DNQ    |
| Ellie Sanford                                        | 800 m            | 2:03,55 min     | 07      | DNQ            | DNQ        | –            | –      |
| Abbey Caldwell                                       | 800 m            | 2:00,29 min     | 03      | 1:59,05 min    | 05         | DNQ          | DNQ    |
| Abbey Caldwell                                       | 1500 m           | 4:04,16 min     | 05      | 3:59,79 min PB | 09         | DNQ          | DNQ    |
| Linden Hall                                          | 1500 m           | 4:01,45 min     | 06      | 4:03,96 min    | 08         | DNQ          | DNQ    |
| Jessica Hull                                         | 1500 m           | 4:03,50 min     | 02      | 3:57,85 min    | 06         | 3:59,54 min  | 09     |
| Jessica Hull                                         | 5000 m           | 15:15,89 min    | 13      |                |            | DNQ          | DNQ    |
| Rose Davies                                          | 5000 m           | 15:07,93 min SB | 10      |                |            | DNQ          | DNQ    |
| Lauren Ryan                                          | 5000 m           | 15:40,23 min    | 18      |                |            | DNQ          | DNQ    |
| Isobel Batt-Doyle                                    | Marathon         |                 |         |                |            | 2:37:53 h    | 43     |
| Sarah Klein                                          | Marathon         |                 |         |                |            | 2:37:31 h    | 41     |
| Lisa Weightman                                       | Marathon         |                 |         |                |            | 2:30:50 h    | 16     |
| Hannah Jones                                         | 100 m Hürden     | 13,05 s         | 08      | DNQ            | DNQ        | –            | –      |
| Michelle Jenneke                                     | 100 m Hürden     | 12,71 s SB      | 03      | 12,80 s        | 05         | DNQ          | DNQ    |
| Celeste Mucci                                        | 100 m Hürden     | 12,90 s         | 04      | 12,97 s        | 06         | DNQ          | DNQ    |
| Sarah Carli                                          | 400 m Hürden     | 55,76 s         | 06      | DNQ            | DNQ        | –            | –      |
| Amy Cashin                                           | 3000 m Hindernis | 9:31,07 min SB  | 08      |                |            | DNQ          | DNQ    |
| Brielle Erbacher                                     | 3000 m Hindernis | 9:57,11 min     | 11      |                |            | DNQ          | DNQ    |
| Cara Feain-Ryan                                      | 3000 m Hindernis | 9:29,60 min PB  | 07      |                |            | DNQ          | DNQ    |
| Olivia Sandery                                       | 20 km Gehen      |                 |         |                |            | DQ           | DQ     |
| Jemima Montag                                        | 20 km Gehen      |                 |         |                |            | 1:27:16 h AR | Silber |
| Rebecca Henderson                                    | 20 km Gehen      |                 |         |                |            | 1:35:51 h    | 32     |
| Rebecca Henderson                                    | 35 km Gehen      |                 |         |                |            | DNS          | DNS    |
| Alannah Pitcher                                      | 35 km Gehen      |                 |         |                |            | 2:57:55 h AR | 21     |
| Kristie Edwards Ebony Lane Torrie Lewis Bree Masters | 4 × 100 m        | DNF             | DNF     |                |            | DNQ          | DNQ    |

#### Sprung/Wurf
| Athletin            | Disziplin      | Qualifikation | Qualifikation | Finale       | Finale |
| Athletin            | Disziplin      | Weite/Höhe    | Platz         | Weite/Höhe   | Platz  |
| ------------------- | -------------- | ------------- | ------------- | ------------ | ------ |
| Nicola Olyslagers   | Hochsprung     | 1,92 m        | 06            | 1,99 m       | Bronze |
| Eleanor Patterson   | Hochsprung     | 1,92 m        | 01            | 1,99 m SB    | Silber |
| Erin Shaw           | Hochsprung     | 1,80 m        | 29            | DNQ          | DNQ    |
| Nina Kennedy        | Stabhochsprung | 4,65 m        | 01            | 4,90 m WL NR | Gold   |
| Brooke Buschkuehl   | Weitsprung     | 6,55 m        | 17            | DNQ          | DNQ    |
| Samantha Dale       | Weitsprung     | 6,35 m        | 29            | DNQ          | DNQ    |
| Taryn Gollshewsky   | Diskuswurf     | 58,63 m       | 20            | DNQ          | DNQ    |
| Stephanie Ratcliffe | Hammerwurf     | 69,87 m       | 18            | DNQ          | DNQ    |
| Kelsey-Lee Barber   | Speerwurf      | 59,66 m       | 12            | 61,19 m      | 07     |
| Mackenzie Little    | Speerwurf      | 63,45 m       | 02            | 63,38 m      | Bronze |
| Kathryn Mitchell    | Speerwurf      | 62,10 m SB    | 06            | DNS          | DNS    |